# Joggning

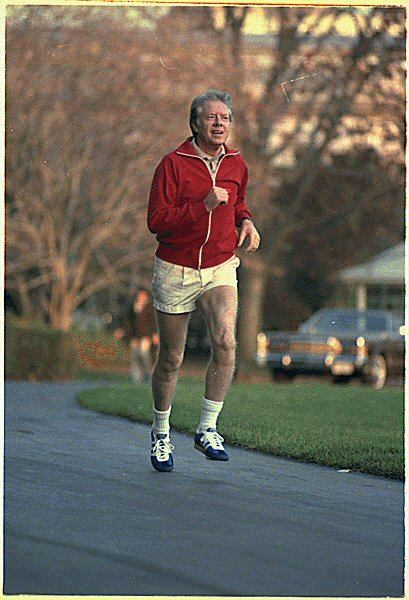
Jimmy Carter joggar

Joggning innebär att man springer lätt i syfte att öka sitt välbefinnande, eller som uppvärmning inför löpning eller annan idrott. 
Joggning kan även fungera som träningsmetod för alla typer av konditionssporter. Det kan även förekomma i viktminskningssyfte, för att hålla sig i form eller som ett led i en hälsosam livsstil. Att jogga i lugnt tempo är också bra mot träningsvärk.
Ploggning är en variant av joggning där man samlar upp och källsorterar skräp man hittar längs löprutten.